# 越振氏
越振氏（おつふるし、うつぶるいし、うっぷるいし）は、伯耆国の国人領主、室町時代には伯耆衆の一員として見える。『伯耆民談記』、『羽衣石南条記』には十六島の名で記されている。

## 経歴
本領地は同国河村郡羽合田（現・湯梨浜町羽合地域）で、室町時代中期にかけて在地領主として成長した。羽合田周辺は室町時代前期には河村氏の本拠地であったが、河村氏勢力の衰退と入れ替わるようにして勢力を拡大させていった。ただ、この辺は関係史料の少なさゆえ、定かではなく、越振氏と河村氏はどのような関係であったのかも不明である。
明応元年（1492年）秋には山名尚之・被官として「越振飛騨守」の名が見える。なお、この飛騨守なる人物は他の同規模の国人領主よりも上の位に位置付けられており、伯耆山名家中において重用されていたことが確認される。永禄年間には羽衣石城の南条氏の家臣となった。天正7年（1579年）に南条元続が毛利氏より離反した後も引き続き、南条氏に属した。天正8年（1580年）には、本領地を始めとする各地の所領が山田重直に押領されたため、羽衣石城内にて毛利氏の攻勢を防いだ。毛利氏との和睦後及び南条氏没落後の動向は不明であるが、一説に和睦後、堤城主となったといわれ、現在、堤城跡のある北栄町北条島の集落内に存在する城主・宗太郎の墓とは越振（十六島）氏を指すという。
なお島根県出雲市には「十六島」の地名が存在し、『雲陽軍実記』には、大永4年（1524年）に「十六島弥六左衛門」なる人物が尼子方の水軍の武将として毛利方との合戦中に戦死したことが書かれている。伯耆の越振氏もこの十六島一族で出雲系国人である可能性が高い。

## 所領
越振氏の本領地は河村郡羽合田とされている。「天正8年7月8日付吉川元春書状」で山田重直に南条方の諸将の所領が給付されており、越振氏の所領もこの中に見える。
- 河村郡羽合田 越振遠江守 370石
- 同郡西郷 越振九郎左衛門 60石
- 同郡西郷 越振大和守 40石
- 同郡長和田 越振大和守 50石

この中の羽合田370石地が越振氏の本領地と推定され、当時の惣領は越振遠江守であったことが分かる。このほか、越振氏の所領は河村郡内一帯に散在していたことも確認される。